# 「SYM-BOLIC XXX」
「「SYM-BOLIC XXX」」（シンボリック）は、2019年5月22日にBeingから発売されたVALSHEの12枚目のシングル。

## 解説
表題曲を通算100曲目としたことに関して、VALSHEはそれ以前から意識しており、「“そろそろ100曲目になるな”と思ったのがアルバム『WONDERFUL CURVE』の制作を終えて、2018年にどういう作品を作っていこうか考えていたときだった。ふと、今までに出した曲を数えたら90曲を超えていて、“これは100曲目が近いぞ”って。2018年はシングル「激情型カフネ/ラピスラズリ」とミニアルバム『今生、絢爛につき。』をリリースしてツアーをしたんですが、その頃から99曲目まで作ろうと考えて活動していました。」とコメントしている。

## 収録曲

### CD
WHITE盤・BLACK盤
1. 「SYM-BOLIC XXX」
作詞：VALSHE　作曲・編曲：佐藤瞬
タイアップ:TBS系テレビ「有田ジェネレーション」5月度エンディングテーマ
2. Prey
作詞：VALSHE　作曲・編曲：doriko
3. 魔女裁判～imaginary nonfiction～
作詞・作曲：VALSHE　編曲：G'n-
4. 空腹
作詞・作曲：焚吐　編曲：佐藤瞬
声優として活動も行うVALSHEの「声」の魅力をポエトリーという形で楽曲に落とし込んだ作品になっている[2]。

通常盤
1. 「SYM-BOLIC XXX」
2. Prey
3. 魔女裁判～imaginary nonfiction～
4. 空腹
5. 「SYM-BOLIC XXX」 (instrumental)
6. Prey (instrumental)
7. 魔女裁判～imaginary nonfiction～ (instrumental)
8. 空腹 (instrumental)

### DVD
WHITE盤
1. 「SYM-BOLIC XXX」Music Video & Making

BLACK盤
1. 100曲記念「VALSHEに聞きたい100のコト ～一番の理解者は誰だ？～」